# ألان ميرفي
ألان ميرفي (بالإنجليزية: Alan Murphy)‏ هو موسيقي جلسات ‏ وعازف قيثارة بريطاني، ولد في 28 نوفمبر 1953 في إنجلترا في المملكة المتحدة، وتوفي في 19 أكتوبر 1989 بسبب ذات الرئة.

## وصلات خارجية
- ألان ميرفي على موقع ميوزك برينز (الإنجليزية)
- ألان ميرفي على موقع أول ميوزيك (الإنجليزية)
- ألان ميرفي على موقع ديسكوغز (الإنجليزية)